# Kevin z Glendalough
Svatý Kevin z Glendalough, irsky Cóemgen, v moderní irštině Caoimhghin (498 – 3. června 618), byl irský světec.

## Život
O jeho životě je poměrně málo pramenů. Pocházel z královského rodu, byl pokřtěn biskupem Cronanem a získal vzdělání od svatého Petroka. Sedm let žil jako poustevník, spával na dolmenu nad prudkým srázem (dnes známý jako Lůžko svatého Kevina). Podle legendy na Kevinově dlani při modlitbě během 40denního půstu přistál kos, poustevník jej nechal snést vejce a odchovat mláďata. Kos je také jeho atributem.
Později založil v Glendalough kostel, kolem kterého vznikla komunita křesťanů a v pozdější době klášterní areál se sedmi kostely, jedno z hlavních poutních míst v Irsku. Podle legendy se svatý Kevin dožil 120 let.
Jeho kult byl potvrzen v katolické církvi v roce 1903. Jeho svátek se slaví 3. června.